# Gerhard Ritter
Gerhard Ritter, né le 6 avril 1888 à Bad Sooden-Allendorf et décédé le 1er juillet 1967 à Fribourg-en-Brisgau, est un historien conservateur allemand.

## Biographie
Après son baccalauréat, Gerhard Ritter étudie à partir de 1906 dans les universités de Munich, Heidelberg, Leipzig et Berlin. Pendant ses études, il devient membre du Leipziger Wingolf (de).
Les centres de recherche de Ritter concernent l'histoire politique, militaire et culturelle allemande. Ritter fait partie des nationaux conservateurs. S'il cautionne les débuts du régime nazi et sa politique étrangère, il s'en détourne vite et entre à la Bekennende Kirche.
Ritter est partisan des conservateurs nationalistes et, depuis 1929, membre du Parti populaire allemand (DVP). Il est favorable au retour à la monarchie. Dans les premiers temps du régime nazi, Ritter appuie le nouveau régime et sa politique extérieure, mais les persécutions contre les chrétiens le font bientôt basculer dans l'opposition, car Ritter est lui-même de confession luthérienne. Il rejoint l’Église confessante, un mouvement de fidèles opposés à la « mise au pas » voulue par les nouveaux maîtres du pays. Son essai Machtstaat und Utopie (1940) inspire entre autres Hans Scholl. Impliqué dans l’attentat de 1944 contre Hitler, il est incarcéré jusqu'à l'armistice.
Ritter fait partie des derniers historiens de l’idéalisme allemand qui, dans la tradition de Leopold von Ranke ou Wilhelm von Giesebrecht, considèrent l’histoire comme un art. Il est l'un des grands adversaires de la thèse de Fritz Fischer exposée dans Les Buts de guerre de l'Allemagne impériale.

## Œuvres
- Luther (1915)
- Stein. Eine politische Biographie (1931)
- Die Heidelberger Universität I (1936)
- Friedrich der Große (1936)
- Machtstaat und Utopie (1940)
- Die Weltwirkung der Reformation (1941)
- Die Dämonie der Macht (1947, 5e édition du livre Machtstatt und Utopie)
- Vom sittlichen Problem der Macht (1948, 2e édition 1961)
- Die Neugestaltung Deutschlands und Europas im 16. Jahrhundert (1950)
- Carl Friedrich Goerdeler und die deutsche Widerstandsbewegung (1954; 3e édition 1956)
- Lebendige Vergangenheit (1958)
- Staatskunst und Kriegshandwerk. Das Problem des "Militarismus" in Deutschland. 4 volumes (1954-1968)